# Etoile d'Or Mirontsy FC
El Étoile d'Or es un equipo de fútbol de Comoros que milita en la Primera División de las Comoras, la liga de fútbol más importante del país.

## Historia
Fue fundado en el año 1982 como el equipo representante de la ciudad de Mirontsy y forman parte de la liga regional de Anjouán, una de las tres ligas regionales que componen la Primera División de las Comoras. Han sido campeones de la máxima categoría en una ocasión en el 2008 y han ganado la liga regional en dos ocasiones.
A nivel internacional han participado en un torneo continental, en la Liga de Campeones de la CAF 2009, en la cual fueron eliminados en la ronda preliminar por el Young Africans SC de Tanzania.

## Palmarés
- Primera División de las Comoras: 1

2008
- Liga Regional de Anjouán: 2

2004, 2008

## Participación en competiciones de la CAF
| Temporada | Torneo                      | Ronda      | Club              | Casa | Visita | Global |
| --------- | --------------------------- | ---------- | ----------------- | ---- | ------ | ------ |
| 2009      | Liga de Campeones de la CAF | Preliminar | Young Africans SC | 1-8  | 0-6    | 1-14   |